# Fernando II do Sacro Império Romano-Germânico
Fernando II (Graz, 9 de julho de 1578 – Viena, 15 de fevereiro de 1637) foi o Imperador Romano-Germânico e Arquiduque da Áustria de 1619 até sua morte, além de também Rei da Hungria, Croácia e Boêmia. Era filho de Carlos II, Arquiduque da Áustria, e sua esposa Maria Ana da Baviera.
Em 1615, foi escolhido como sucessor do imperador Matias (que morreria em 1619) no reino eletivo da Hungria e Boêmia e como imperador, tendo os arquiduques mais velhos renunciado aos seus direitos, e depois de ter ele comprado os direitos de Filipe III prometendo-lhes a Alsácia. Os protestantes checos, entretanto, elegeram Frederico V, Eleitor Palatino do Reno, e a luta entre os rivais iniciou a Guerra dos Trinta Anos.

## Governo
Católico fervoroso, seu reconhecimento como rei da Boêmia e a supressão do protestantismo foram responsáveis pelos primeiros conflitos da Guerra dos Trinta Anos. Considerado o príncipe-modelo da Contrarreforma.
Apoiado pelo exército da Santa Liga católica e campeão da Contrarreforma em seus Estados, cujos nacionais tiveram que escolher entre a conversão e o exílio, e posteriormente no império, onde quis restabelecer a autoridade imperial derrotando o protestantismo e restabelecendo a unidade religiosa como católica.
Foi derrotado em Praga (Defenestração de Praga) e Frederico V, chefe da união protestante, foi eleito em seu lugar Rei da Boêmia em agosto 1619.
Os checos, esmagados na Montanha Branca, perderam suas liberdades e sofreram repressão severa. Em 8 de novembro de 1620 um exército de mercenários venceu os protestantes da Boêmia, revoltados contra o Imperador, que atentava a sua liberdade de consciência. O conde valão Jean de Tilly era comandante dos exércitos imperiais que liquidaram os adversários em apenas duas horas numa colina nos arredores de Praga, chamada Montanha Branca ou, em checo, Hila Bora. Após a batalha, o imperador exerceu feroz represália contra os súditos protestantes na Boêmia. Em 21 de junho de 1621, dezenas de insurgentes foram decapitados em Praga. Expulsa, a nobreza checa foi substituída por pequenos aristocratas católicos de sangue alemão. A universidade foi entregue aos jesuítas e a germanófilos. Uma nova constituição ligou a Boêmia aos demais Estados hereditários da família Habsburgo. Foi o final da autonomia do reino, de população majoritariamente eslava, encravado no coração do império germânico, onde teve sempre papel cultural e político importante. Mas foi também o início de uma guerra entre protestantes e católicos que se espalhou pelo norte da Alemanha e durou três dezenas de anos: a Guerra dos Trinta Anos. O resultado foi a diminuição da população da Alemanha, reduzida à metade, e a ruína por dois séculos do seu poder político.
As tropas do duque da Baviera, católico, ocuparam o Alto Palatinado de 1621-3. Fernando II atribuiu o Eleitorado do Palatinato ao duque da Baviera, Maximiliano, em 1623 e triunfou na Dinamarca (com seu general Albrecht von Wallenstein) de 1625 a 1629. A conselho de Wallenstein, tentou impor o Édito da Restituição, eleger seu filho como Rei dos Romanos. Fracassou, dada a resistência dos príncipes alemães (católicos e protestantes) apoiados por Richelieu.
A intervenção sueca, a diplomacia de Richelieu, a entrada da França e da Espanha na guerra, em 1635, transformaram a luta em conflito internacional. Fernando não pode terminar vitorioso e morreu sem ver o fim do conflito.

## Casamento e posteridade
Em 23 de abril de 1600 casou-se com Maria Ana da Baviera (nascida em Munique em 8 de dezembro de 1574 e morta em 8 de março de 1616 em Graz), filha de Guilherme V o Pio Duque da Baviera. Tiveram sete filhos:
1. Cristina (nascida e morta em 1601)
2. Carlos (nascido e morto em 1603)
3. João Carlos (nascido em 1605 e morto em 1619)
4. Fernando III (nasceu em Graz, 13 de julho de 1608 e morreu em Viena em 2 de abril de 1657).
5. Maria Ana (nascida em Graz em 13 de janeiro de 1610 e morta em Munique em 25 de setembro de 1665 ). Kurfurstin da Baviera pois casou em 1635 com Maximiliano I de Wittelsbach (?-1651) grande eleitor da Baviera.
6. Cecília Renata (nascida em Graz, 16 de julho de 1611 e morta em Vilnius em 24 de março de 1644). Rainha da Polônia, pois em 1637 casou com Ladislau IV Vasa (1595-1648), rei da Polônia; casou-se para obter apoio da Austria contra a Suécia. Enviuvando, ele ainda casou com Maria Luísa Gonzaga.
7. Leopoldo Guilherme (nascido em Graz 6 de janeiro de 1614 e morto em Viena em 20 de novembro de 1662), que foi Bispo de Passau, Bispo de Magdeburgo, de Bremen, de Estrasburgo e de Breslau. Sebastião de Rostock, de nascimento modesto, foi vigário-geral e administrador da diocese de Breslau durante seu bispado de 1565 a 1662 e o do arquiduque Carlos José (1663-64), pois nenhum deles viveu no território de Breslau, e os sucedeu como bispo.

Fernando casou em segundas núpcias em 4 de fevereiro de 1622 com Leonor Gonzaga (nascida em Mântua em 23 de setembro de 1598 e morta em 27 de junho de 1655 em Viena), filha de Vicente I Gonzaga, duque de Mântua, e de Leonor de Médici, princesa da Toscana. Deste casamento não teve descendência.